# شش‌پره‌ای واهنس
شش‌پره‌ای واهنس (نام علمی: Parotia wahnesi) نام یک گونه از سرده شش‌پره‌ای است.